# Stebni (Werchowyna)
Stebni (ukrainisch Стебні; russisch Стебни, polnisch Stebne) ist ein Dorf im Südosten der ukrainischen Oblast Iwano-Frankiwsk mit etwa 700 Einwohnern (2001).
Zwischen 1956 und 1993 hieß das Dorf Stebniw (Стебнів).

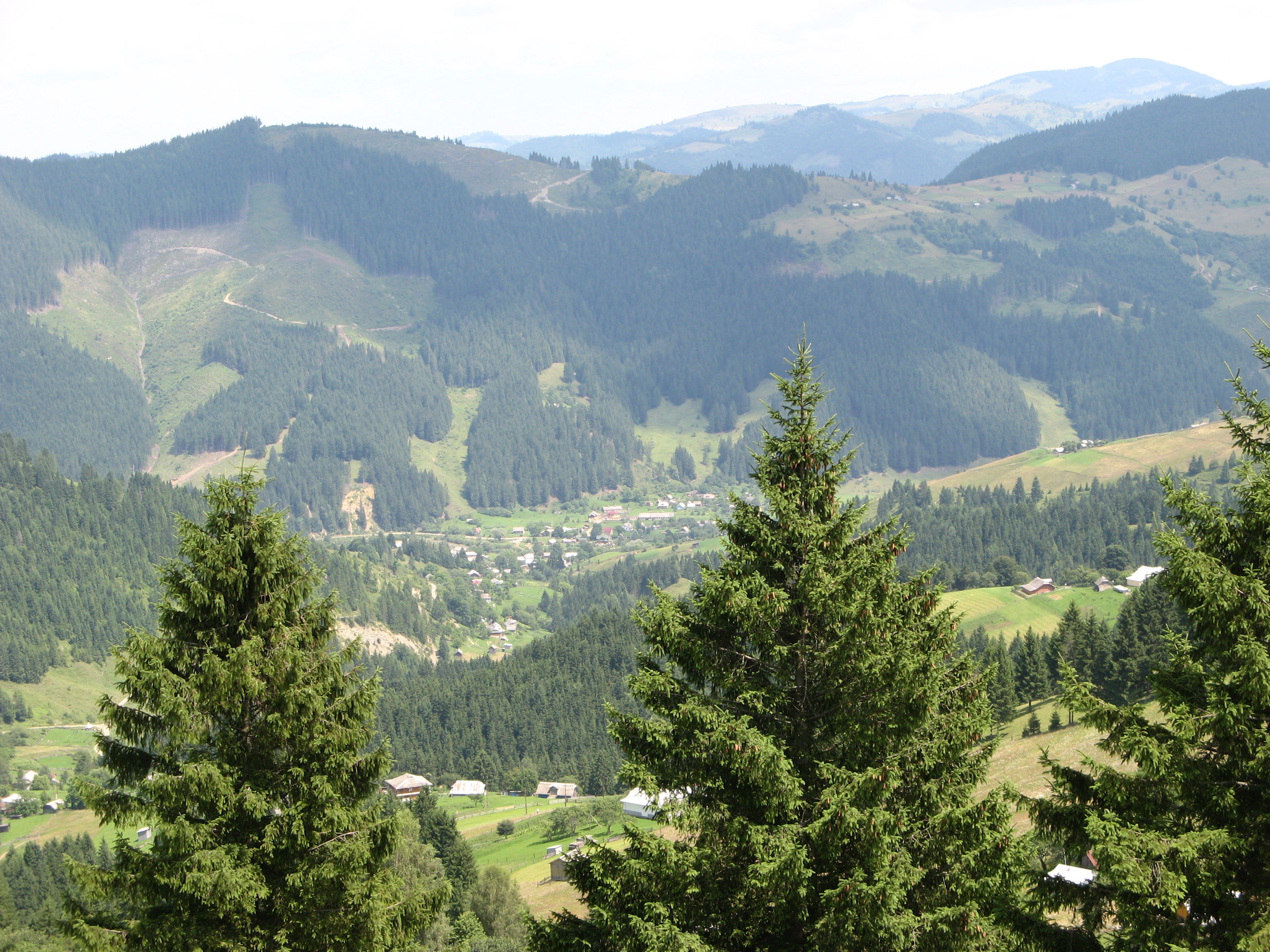
Blick ins Tal des Bilyj Tscheremosch mit dem Dorf Stebni

## Geografische Lage
Die Ortschaft liegt auf einer Höhe von etwa 525 m am linken Ufer des Bilyj Tscheremosch („Weißer Tscheremosch“), der die Grenze zwischen der historischen Landschaft Pokutien, dem südöstlichen Zipfel von Galizien, und der am rechten Ufer angrenzenden Region Bukowina bildet.
Das Dorf befindet sich etwa 20 km südöstlich vom Rajonzentrum Werchowyna und etwa 125 km südlich vom Oblastzentrum Iwano-Frankiwsk. Auf dem gegenüberliegenden Ufer des Bilyj Tscheremosch liegt im Rajon Putyla der Oblast Tscherniwzi das ebenfalls Stebni genannte Dorf.
Am 12. Juni 2020 wurde das Dorf ein Teil der neu gegründeten Landgemeinde Biloberiska im Rajon Werchowyna, bis dahin bildete es die gleichnamige Landratsgemeinde Stebni (Стебнівська сільська рада/Stebniwska silska rada) im Osten des Rajons.

## Geschichte
Das erstmals 1731 schriftlich erwähnte Dorf lag zunächst im Königreich Polen und kam im Rahmen der ersten Teilung Polens 1772 an das Kronland Königreich Galizien und Lodomerien des österreichischen Haus Habsburg und wurde 1804 Bestandteil des Kaisertums Österreich. Nach dem Österreichisch-Ungarischen Ausgleich lag das Dorf ab 1867 im Bezirk Kosów Österreich-Ungarns. Nach dem Ersten Weltkrieg und dem Zerfall Österreich-Ungarns kam die Ortschaft zunächst an die Westukrainische Volksrepublik, wurde jedoch nach dem folgenden Polnisch-Ukrainischen und Polnisch-Sowjetischen Krieg Bestandteil der Woiwodschaft Stanisławów innerhalb der Zweiten Polnischen Republik. Im September 1939 wurde die Ortschaft, wie ganz Ostpolen, gemäß dem Geheimen Zusatzprotokoll des Hitler-Stalin-Pakts zwischen der Sowjetunion und Deutschland, von der Sowjetunion besetzt. Nach dem deutschen Überfall auf die Sowjetunion war die Ortschaft während des Deutsch-Sowjetischen Krieges von Deutschland okkupiert und in den Distrikt Galizien des Generalgouvernements eingegliedert. Nach dem Zweiten Weltkrieg kam das Dorf erneut an die Sowjetunion, die es der Ukrainischen SSR anschloss. Mit dem Zerfall der Sowjetunion 1991 wurde das Dorf schließlich Teil der unabhängigen Ukraine.